# Attagenus rufipennis
Attagenus rufipennis är en skalbaggsart som beskrevs av Leconte 1859. Attagenus rufipennis ingår i släktet Attagenus och familjen ängrar. Inga underarter finns listade i Catalogue of Life.